# Manuel Winkler
Manuel Winkler (* 16. Juni 1980 in Wien) ist ein österreichischer Journalist und Moderator.

## Leben
Die ersten Lebensjahre verbrachte er mit seinen Eltern, der älteren Schwester Pamela, und seinem jüngeren Bruder Raffael in der ehemaligen Maisonette-Wohnung von Hans Krankl im Wohnpark Alterlaa.
Während der Ausbildung im GRG23 und in der Bildungsanstalt für Elementarpädagogik in der Ettenreichgasse in Wien war er als Sänger, Schlagzeuger und Moderator bei den Schulproduktionen wie "Grease" involviert. Durch die Arbeit in der Gastronomie in Wien und auf Saison in Österreich, Deutschland und der Schweiz ist er zum DJing gekommen. Seit 2018 ist er selbstständig tätig.

## Radiomoderator/Moderator
2002 wurde er erstmals als Werbesprecher engagiert in Werbespots für die Wiener Nachtlokale "Kaktus" und "Excess" die wochenlang im Radio Energy Wien gespielt wurden. Am 27. Oktober 2003 absolvierte er die kommissionelle Prüfung zum Berufssprecher an der Schule des Sprechens. Im Jahr 2004 wurde er erstmals als Verkehrssprecher auf Radio Arabella gehört, bei dem er dann bis 2007 als Moderator und Redakteur tätig war.
2011–2013 war er als Sportreporter und Moderator für Ö3, Radio Wien und Radio Niederösterreich tätig. 2013–2017 moderierte er die "Manuel Winkler-Show" auf Radio Arabella und holte sich wöchentlich prominente Interview-Partner zu der Sendung "Hitparade Meines Lebens"
Am 24. März 2017 moderierte er das "Its My Life - Das 90er Konzert" in der ausverkauften Wiener Stadthalle.
2017 war er im Einkaufsradio Radio Max (heute jölive) als Moderator und Redakteur im Einsatz. Bis heute wird er über jölive als Moderator für diverse Events im Off-Air Bereich gebucht.
Seit März 2020 wird mit ihm als Moderator die wöchentliche die Sendung "Promiplausch"(vormals "Promis Allein Zu Haus") im ARBÖ Verkehrsradio auf DAB+ gesendet.
2021 war er wieder tageweise für Radio Arabella als Reporter im Einsatz.
2022 & 2023 moderierte er die "Schlagernacht am Neusiedlersee"(Seebühne Mörbisch); Schlagerparty des Jahres (Tipsarena Linz & Wiener Stadthalle)
Am 30. September 2022 moderierte er die „La Notte Italiana“ in der Wiener Stadthalle.
Seit Mai 2022 ist er in der Produktion und als Trailer-Stimme für den ORF Burgenland tätig.

## Fernsehen/TV
2007 begann seine TV-Karriere bei ATV und der Sendung "HiSociety" mit Dominic Heinzl und im Anschluss beim ORF "Chili" als TV-Redakteur und -Gestalter.
2011–2013 gestaltete er als Reporter und Sprecher zahlreiche TV-Beiträge und ganze Sendungen für ORF Sport aktuell für ORF Sport+, ORF2 Niederösterreich heute, ORF2 Wien heute, ZIB etc.
Bei der TV-Produktionsfirma On-Media TV- und Filmproduktion ist er seit 2010 als Redakteur und Gestalter für diese Formate im Einsatz:
"Saturday Night Fever", "SNF", "Lugner am Opernball", "Kultwirte", "Gottschalk am Lifeball"(ATV);  "Jung, Wild Und Sexy"(3 Plus TV, Schweiz); "Das Spiel Des Jahres"(ORF); "Lastwagenladies"(3 Plus TV, Schweiz); "Trucker Babes"(ATV); "Bares für Rares"(ServusTV); "American Song Contest 2022"(Servus TV)